# Giro d'Italia 1973
Il Giro d'Italia 1973, cinquantaseiesima edizione della Corsa Rosa, si svolse in venti tappe dal 18 maggio al 9 giugno 1973, su un percorso di 3 801 km. La vittoria fu appannaggio del belga Eddy Merckx, che completò il percorso in 106h54'41", precedendo gli italiani Felice Gimondi e Giovanni Battaglin.
Ancor più di quanto avvenne l'anno precedente, i corridori belgi monopolizzarono la corsa, aggiudicandosi 13 tappe. L'Italia piazzò sul podio due corridori: Felice Gimondi giunse secondo e il neo-professionista Giovanni Battaglin arrivò terzo.
Merckx guidò la classifica dall'inizio alla fine del Giro; tuttavia non fu il primo corridore a indossare la maglia rosa per tutte le tappe (ci riuscirà Bugno nel 1990), poiché dopo il prologo in formato cronocoppie la maglia non fu assegnata (Girardengo nel 1919 e Binda nel 1927 guidarono anch'essi la classifica dalla prima all'ultima tappa, ma al loro tempo la maglia rosa non esisteva ancora).
Con sei vittorie di tappa, Merckx è il corridore che nel dopoguerra si è imposto nella classifica generale conquistando il maggior numero di tappe (exploit eguagliato da Tadej Pogačar nel 2024).

## Regolamento

### Maglie e classifiche
il regolamento quell'anno prevedeva 3 maglie: la maglia rosa (come sempre per il migliore in classifica), la maglia ciclamino (leader della classifica a punti); per quanto riguarda il migliore in montagna (quindi il leader della classifica scalatori), non era previsto alcun tipo di maglia.

### Abbuoni
Il regolamento di quell'edizione non prevedeva alcun tipo di abbuoni.

## Tappe
| Tappa  | Data      | Percorso                                              | km    | Vincitore di tappa       | Leader cl. generale      |
| ------ | --------- | ----------------------------------------------------- | ----- | ------------------------ | ------------------------ |
| Prol.  | 18 maggio | Verviers (BEL) (cron. a coppie)                       | 5     | Eddy Merckx Roger Swerts | Eddy Merckx Roger Swerts |
| 1ª     | 19 maggio | Verviers (BEL) > Colonia (RFT)                        | 137   | Eddy Merckx              | Eddy Merckx              |
| 2ª     | 20 maggio | Colonia (RFT) > Lussemburgo (LUX)                     | 227   | Roger De Vlaeminck       | Eddy Merckx              |
| 3ª     | 21 maggio | Lussemburgo (LUX) > Strasburgo (FRA)                  | 239   | Gustave Van Roosbroeck   | Eddy Merckx              |
| 4ª     | 22 maggio | Ginevra (CHE) > Aosta                                 | 163   | Eddy Merckx              | Eddy Merckx              |
|        | 23 maggio | giorno di riposo                                      |       |                          |                          |
| 5ª     | 24 maggio | Saint-Vincent > Milano                                | 173   | Gerben Karstens          | Eddy Merckx              |
| 6ª     | 25 maggio | Milano > Iseo                                         | 144   | Gianni Motta             | Eddy Merckx              |
| 7ª     | 26 maggio | Iseo > Lido delle Nazioni                             | 248   | Rik Van Linden           | Eddy Merckx              |
| 8ª     | 27 maggio | Lido delle Nazioni > Monte Carpegna                   | 156   | Eddy Merckx              | Eddy Merckx              |
| 9ª     | 28 maggio | Carpegna > Alba Adriatica                             | 243   | Patrick Sercu            | Eddy Merckx              |
| 10ª    | 29 maggio | Alba Adriatica > Lanciano                             | 174   | Eddy Merckx              | Eddy Merckx              |
| 11ª    | 30 maggio | Lanciano > Benevento                                  | 230   | Roger De Vlaeminck       | Eddy Merckx              |
| 12ª    | 31 maggio | Benevento > Fiuggi                                    | 236   | Tullio Rossi             | Eddy Merckx              |
| 13ª    | 1º giugno | Fiuggi > Bolsena                                      | 215   | Roger De Vlaeminck       | Eddy Merckx              |
| 14ª    | 2 giugno  | Bolsena > Firenze                                     | 202   | Francesco Moser          | Eddy Merckx              |
| 15ª    | 3 giugno  | Firenze > Forte dei Marmi                             | 150   | Martín Emilio Rodríguez  | Eddy Merckx              |
|        | 4 giugno  | giorno di riposo                                      |       |                          |                          |
| 16ª    | 5 giugno  | Forte dei Marmi > Forte dei Marmi (cron. individuale) | 37    | Felice Gimondi           | Eddy Merckx              |
| 17ª    | 6 giugno  | Forte dei Marmi > Verona                              | 244   | Rik Van Linden           | Eddy Merckx              |
| 18ª    | 7 giugno  | Verona > Andalo                                       | 173   | Eddy Merckx              | Eddy Merckx              |
| 19ª    | 8 giugno  | Andalo > Auronzo di Cadore                            | 208   | José Manuel Fuente       | Eddy Merckx              |
| 20ª    | 9 giugno  | Auronzo di Cadore > Trieste                           | 197   | Marino Basso             | Eddy Merckx              |
| Totale | Totale    | Totale                                                | 3 801 |                          |                          |

## Squadre e corridori partecipanti
| N.    | Cod. | Squadra                    |
| ----- | ---- | -------------------------- |
| 1-10  | MOL  | Molteni                    |
| 11-20 | BIA  | Bianchi-Campagnolo         |
| 21-30 | BRO  | Brooklyn                   |
| 31-40 | DRE  | Dreherforte                |
| 41-50 | FIL  | Filotex                    |
| 51-60 | FLA  | Flandria-Carpenter-Shimano |
| 61-70 | GBC  | G.B.C.-Sony-Furzi          |

| N.      | Cod. | Squadra            |
| ------- | ---- | ------------------ |
| 71-80   | JOL  | Jollj Ceramica     |
| 81-90   | KAS  | KAS-Kaskol         |
| 91-100  | MAG  | Magniflex          |
| 101-110 | ROK  | Rokado-De Gribaldy |
| 111-120 | SAM  | Sammontana         |
| 121-130 | SCI  | Scic               |
| 131-140 | ZON  | Zonca              |

## Classifiche finali

### Classifica generale - Maglia rosa
| Pos. | Corridore          | Squadra  | Tempo      |
| ---- | ------------------ | -------- | ---------- |
| 1    | Eddy Merckx        | Molteni  | 106h54'41" |
| 2    | Felice Gimondi     | Bianchi  | a 7'42"    |
| 3    | Giovanni Battaglin | Jollj C. | a 10'20"   |
| 4    | José Pesarrodona   | KAS      | a 15'51"   |
| 5    | Santiago Lazcano   | KAS      | a 19'11"   |
| 6    | Wladimiro Panizza  | G.B.C.   | a 19'45"   |
| 7    | Ole Ritter         | Bianchi  | a 24'24"   |
| 8    | José Manuel Fuente | KAS      | a 26'06"   |
| 9    | Francisco Galdós   | KAS      | a 26'35"   |
| 10   | Gianni Motta       | Zonca    | a 26'49"   |

### Classifica a punti - Maglia ciclamino
| Pos. | Corridore          | Squadra  | Punti |
| ---- | ------------------ | -------- | ----- |
| 1    | Eddy Merckx        | Molteni  | 237   |
| 2    | Roger De Vlaeminck | Brooklyn | 216   |
| 3    | Felice Gimondi     | Bianchi  | 146   |
| 4    | Rik Van Linden     | Rokado   | 141   |
| 5    | Gerben Karstens    | Rokado   | 132   |

### Classifica scalatori
| Pos. | Corridore          | Squadra  | Punti |
| ---- | ------------------ | -------- | ----- |
| 1    | José Manuel Fuente | KAS      | 550   |
| 2    | Eddy Merckx        | Molteni  | 510   |
| 3    | Giovanni Battaglin | Jollj C. | 180   |
| 4    | Felice Gimondi     | Bianchi  | 110   |
| 5    | Lino Farisato      | Scic     | 100   |